# Chlorophytum linearifolium
Chlorophytum linearifolium là một loài thực vật có hoa trong họ Măng tây. Loài này được Marais & Reilly mô tả khoa học đầu tiên năm 1978.